# Marie von Felseneck

Maria Luise Mancke (Marie von Felseneck)

Marie von Felseneck (Pseudonym für Maria Luise Mancke, weitere Pseudonyme: William Forster, M. Weißenburg, * 29. November 1847 in Leipzig; † 29. August 1926 in Berlin) war eine deutsche Schriftstellerin.

## Leben
Marie von Felseneck war die Tochter eines Oberstabsarztes. Sie verbrachte ihre Jugend in Leipzig, wo sie die Bürgerschule besuchte, und zog mit ihrer Familie später nach Dresden. Durch ihren Vater hatte sie früh Kontakt zu literarischen Kreisen und begann kulturhistorische Arbeiten in diversen Zeitschriften zu veröffentlichen. Seit 1893 begann sie Romane zu schreiben. Noch in Dresden gründete sie die Ortsgruppe des Allgemeinen Deutschen Frauenvereins.
Ab 1896 lebte sie in Berlin und schrieb in den folgenden Jahrzehnten an die 70 erzählende Werke für Kinder und Jugendliche. Die meisten ihrer Werke sind der sogenannten Backfischliteratur zuzurechnen. 1916 veröffentlichte Marie von Felseneck – als eine Fortsetzung der Trotzkopf-Reihe Emmy von Rhodens – den von starker Kriegsbegeisterung geprägten Roman Trotzkopfs Erlebnisse im Weltkriege.
Sie spielte eine führende Rolle im 1893 gegründeten „Verein zur Reform der Litteratur für die Weibliche Jugend“, der 1897 in „Vereins zur Reform der Jugendliteratur“ umbenannt wurde. 1899 trug sie in der Reihe Frauen-Berufe den Band 14 bei, der über den Beruf der Schriftstellerin informierte. Da die bestehenden Schriftstellerverbände keine Frauen aufnahmen, gründeten Maria Wernicke, Ottilie Bach, Maria Mancke, Helene Wachsmuth, Luise Braun und andere 1896 in Berlin den Deutschen Schriftstellerinnenbund. Mancke gehörte dort mehrere Jahre dem Vorstand an.

## Werke
Jugendbücher
- Durchgerungen, Berlin-Weißensee 1890 (unter dem Namen Maria Mancke)
- In Freud und Leid, Wesel 1893 (unter dem Namen William Forster)
- Barfüßle, Düsseldorf 1894 (unter dem Namen William Forster)
- Im Wechsel der Tage, Berlin 1895 (unter dem Namen Marie von Felseneck)
- Die Jagd nach dem Glück, Berlin 1895 (unter dem Namen Marie von Felseneck)
- Aus dem Wunderlande Indien, Berlin 1896 (unter dem Namen Marie von Felseneck)
- Aus der Pension ins Leben. Durchgerungen, Berlin 1896 (unter dem Namen Marie Mancke)
- Aus eigener Kraft, Berlin 1896 (unter dem Namen Marie von Felseneck)
- Draußen und Daheim, Wesel 1896 (unter dem Namen Maria Mancke)
- Heideröschen, Berlin 1896 (unter dem Namen Maria Mancke)
- Muttersegen baut den Kindern Häuser, Berlin 1896 (unter dem Namen Marie von Felseneck)
- Schuld und Sühne, Berlin 1896 (unter dem Namen Maria von Felseneck)
- Was das Leben bringt, Berlin 1896 (unter dem Namen Marie von Felseneck)
- Die kleine Wilde, Elberfeld 1897 (unter dem Namen Maria Mancke)
- Königin Luise, Berlin 1897 (unter dem Namen Marie von Felseneck)
- Bis an den Nordpol, Berlin 1898 (unter dem Namen Marie von Felseneck)
- Heimatlos, Berlin 1898 (unter dem Namen Marie von Felseneck)
- Fräulein Doktor, Elberfeld 1899 (unter dem Namen Maria Mancke)
- Friedrich III., Deutscher Kaiser und König von Preußen, Berlin 1899 (unter dem Namen Marie von Felseneck)
- Fürst Bismarck, Berlin 1899 (unter dem Namen Marie von Felseneck)
- Heimgefunden, Berlin 1899 (unter dem Namen William Forster)
- Die Schriftstellerin, Leipzig 1899 (unter dem Namen Maria Mancke) (Digitalisat)
- Was die rote Suse erzählt, Berlin 1899 (unter dem Namen Maria Mancke)
- Unschuldig angeklagt und anderes, Berlin 1900 (unter dem Namen William Forster)
- Eine unverstandene Frau, Berlin 1900 (unter dem Namen Marie Mancke)
- Was Gertrud erlebte, Berlin 1900 (unter dem Namen Marie von Felseneck)
- Aus Pommerns Vergangenheit, Swinemund 1901 (unter dem Namen M. Mancke)
- Der Wildfang von Wulkow, Berlin 1901 (unter dem Namen Marie von Felseneck)
- In Untreue treu, Berlin 1902 (unter dem Namen M. Mancke)
- Aus verklungenen Tagen, Berlin 1903 (unter dem Namen Maria Mancke)
- Drei Freundinnen, Berlin 1903 (unter dem Namen Marie von Felseneck)
- Ein Recht auf Glück, Berlin 1903 (unter dem Namen Marie von Felseneck)
- Elternlos, Berlin 1904 (unter dem Namen Marie von Felseneck)
- Försters Töchterlein, Berlin 1904 (unter dem Namen Marie von Felseneck)
- Um Ehre und Leben, Berlin 1904 (unter dem Namen William Forster)
- Des Hauses Sonnenstrahl, Berlin 1905
- Heidekomteßchen, Berlin 1905 (unter dem Namen Marie von Felseneck)
- Maienglück, Berlin 1905 (unter dem Namen Marie von Felseneck)
- Prinzessin Hochmut, Berlin 1906 (unter dem Namen Marie von Felseneck)
- Rose vom Waldsee, Berlin 1906 (unter dem Namen Marie von Felseneck)
- Die blonde Monika, Berlin 1907 (unter dem Namen Marie von  Felseneck)
- Als der Flieder blühte, Graz [u. a.] 1908 (unter dem Namen Maria Mancke)
- Fräulein Kobold, Berlin 1908 (unter dem Namen Marie von Felseneck)
- Frühlingsstürme, Berlin 1908 (unter dem Namen Marie von Felseneck)
- Fräulein Studentin, Berlin 1910 (unter dem Namen Marie von Felseneck)
- Ohne Talent, Berlin 1909 (unter dem Namen Marie von Felseneck)
- Der Weg ins Leben, Berlin 1910 (unter dem Namen Marie von Felseneck)
- Das zweite Gesicht, Berlin 1910
- Im Stieglitznest . Eine Erzählung für die Jugend .Verlag A.Weichert, Berlin 1911 (unter dem Namen Marie von Felseneck)
- Frau Majors Töchterchen, Berlin 1912 (unter dem Namen Marie von Felseneck)
- Amtmanns Älteste, Berlin 1913 (unter dem Namen Marie von Felseneck)
- Märchen und Sagen, Berlin 1913 (unter dem Namen Marie von Felseneck)
- Pensionsmädel, Berlin 1913 (unter dem Namen Marie von Felseneck)
- Aus Erdmutes Jugendzeit, Berlin 1914 (unter dem Namen Marie von Felseneck)
- Dem Leben entgegen, Berlin 1914 (unter dem Namen Marie von Felseneck)
- Ein Silvesterabend, Berlin 1914 (unter dem Namen M. Weißenburg)
- Landwehrmanns Einzige, Berlin 1915 (unter dem Namen Marie von Felseneck)
- Landwehrmanns Einzige an der Schwelle des Lebens, Berlin 1916 (unter dem Namen Marie von Felseneck)
- Trotzkopfs Erlebnisse im Weltkriege, Berlin 1916 (unter dem Namen Marie von Felseneck)
- Landwehrmanns Einzige im Dienste des Vaterlandes, Berlin 1917 (unter dem Namen Marie von Felseneck)
- Elfriede, Berlin 1918 (unter dem Namen Marie von Felseneck)
- Elfriede in der Fremde, Berlin 1919 (unter dem Namen Marie von Felseneck)
- Trotzkopf heiratet, Berlin 1919 (unter dem Namen Marie von Felseneck)
- Ilsedores Glück, Berlin 1920 (unter dem Namen Marie von Felsenbeck)
- Das lustige Kleeblatt, Berlin 1920 (unter dem Namen Marie von Felseneck)
- Freie Bahn dem Tüchtigen, Berlin 1925 (unter dem Namen M. Mancke)
- In der Heimburg, Berlin 1925 (unter dem Namen Marie von Felseneck)
- Rosemarie, Berlin 1925 (unter dem Namen Marie von Felseneck)
- Käthes Pensionsjahre, Berlin 1930 (unter dem Namen Marie von Felseneck)

Sachbücher
- Die Schriftstellerin: Forderungen, Leistungen, Aussichten in diesem Berufe. In: Frauen-Berufe, Kempe, Leipzig 1899.

## Herausgeberschaft
- Die schönsten Sagen und Märchen der Inseln Usedom und Wollin, Swinemünde 1895 (herausgegeben unter dem Namen William Forster)

## Übersetzungen
- Harriet Beecher Stowe: Onkel Tom's Hütte oder: Negerleben in den Sklavenstaaten von Nord-Amerika, Berlin 1898 (übersetzt unter dem Namen Marie von Felseneck)